# Tako Gaczecziladze
Tamara „Tako” Gaczecziladze (gruz. თამარა „თაკო” გაჩეჩილაძე; ur. 17 marca 1983 w Tbilisi) – gruzińska piosenkarka, aktorka, autorka tekstów, była członkini kwartetu Stephane & 3G. Reprezentantka Gruzji w 62. Konkursie Piosenki Eurowizji (2017).

## Życiorys

### Kariera
W 2008 roku Gaczecziladze z utworem „Me and My Funky” brała udział w gruzińskich eliminacjach eurowizyjnych. W finale selekcji zajęła dziesiąte miejsce. W 2009 roku, jako członkini zespołu Stephane & 3G, miała reprezentować Gruzję w 54. Konkursie Piosenki Eurowizji z utworem „We Don’t Wanna Put In”. Piosenka została zdyskwalifikowana z udziału w konkursie za polityczne nawiązania w treści.
W styczniu 2017 roku z utworem „Keep the Faith” wygrała finał krajowych eliminacji eurowizyjnych, dzięki czemu została wybrana na reprezentantkę Gruzji w 62. Konkursie Piosenki Eurowizji organizowanym w Kijowie. Jej finałowy występ wywołał kontrowersje z powodu wizualizacji: na ekranach za plecami piosenkarki pojawiały się m.in. wycinki z gazet dotyczące głośnych kataklizmów i działań zbrojnych, w tym np. napis „Rosja napadła na Gruzję”, odnoszący się do wojny rosyjsko-gruzińskiej z 2008 roku. 9 maja piosenkarka wystąpiła w pierwszym półfinale konkursu i zajęła jedenaste miejsce, przez co nie awansowała do finału.